# Walter Henning
Walter F. Henning (* 13. Januar 1939 in Bad Hersfeld) ist ein deutscher Physiker und Hochschullehrer. Sein Hauptarbeitsgebiet ist die Untersuchung von Kernreaktionen und der Struktur von Atomkernen.

## Leben
Walter F. Henning studierte nach dem Abitur 1959 Physik an der Technischen Universität Darmstadt und an der Technischen Universität München. 1968 wurde er mit einer kernphysikalischen Arbeit an der TU München promoviert. Von 1969 bis 1976 war Henning wissenschaftlicher Assistent an der TU München und schloss 1976 seine Habilitation über ein kernphysikalisches Thema ab. Von 1973 bis 1975 war er als Gastwissenschaftler und von 1977 bis 1986 als Staff Physicist am Argonne National Laboratory in den USA. 1983 berief ihn die Universität Chicago als Professor. Ab 1986 war er als Professor an der Universität Mainz tätig und Bereichsleiter beim GSI Helmholtzzentrum für Schwerionenforschung (damals Gesellschaft für Schwerionenforschung) in Darmstadt. 1992 übernahm er die Position als Direktor der Physics Division am Argonne National Laboratory. Von 1999 bis 2007 war er Professor an der Goethe-Universität Frankfurt und Wissenschaftlicher Geschäftsführer der GSI. Von 2004 bis 2006 setzte er sich als Vizepräsident der Helmholtz-Gemeinschaft Deutscher Forschungszentren für die Interessen anderer nationaler Forschungseinrichtungen ein. Im Jahr 2007 wechselte er wieder ans Argonne National Laboratory bei Chicago. Mittlerweile ist er emeritiert.

## Leistungen
2004 erhielt Henning den Hessischen Verdienstorden für seine Verdienste um die Zukunft der naturwissenschaftlichen Forschung in Hessen. Henning habe mit seinem Engagement und wissenschaftlichem Ansehen entscheidend zum Ausbau der Spitzenforschung nicht nur in Hessen, sondern in ganz Deutschland beigetragen, so der damalige Hessische Minister für Wissenschaft und Kunst, Udo Corts (Laudatio). Henning brachte das zukünftige internationale Beschleunigerzentrum FAIR (Facility for Antiproton and Ion Research) bei GSI in Darmstadt auf den Weg, von der Erstellung des Konzepts über die erfolgreiche Begutachtung durch den Wissenschaftsrat bis hin zu den Förderungszusagen durch das Bundesministerium.
2007 erhielt er das Verdienstkreuz 1. Klasse der Bundesrepublik Deutschland für seinen Beitrag zur physikalischen Forschung in Deutschland. Henning ist außerdem einer der Argonne Distinguished Fellows, Mitglied des Kuratoriums des Max-Planck-Institut für Kernphysik und der American Association for the Advancement of Science.